# Карлони, Марко Грегорио
Марко Грегорио Карлони, также Марко Карлоне (итал. Marco Gregorio Carloni, Marco Carlonе; 7 февраля 1742, Рим — 1786 ?, Рим) — итальянский рисовальщик и гравёр, художник-акварелист. Мастер «помпейского стиля» — одного из стилевых течений периода неоклассицизма.

## Биография
Марко Грегорио Карлони родился в Риме 7 февраля 1742 года в семье Томмазо и Марии Антонии Де Санктис. О его художественном образовании сведений нет. Из его частной жизни известно только то, что 8 мая 1770 года он женился на римлянке Джованне Мартинелли. Судя по количеству опубликованных им гравюр, можно сделать вывод, что он в своё время пользовался большой известностью.
К его ранним работам (ок. 1765 года) относятся три таблицы, изображающие древнегреческие и латинские надписи. К тому же периоду относят гравюру с аллегорической женской фигурой, которая появляется на титульном листе пяти томов, составляющих десятое издание «Иконологии» Чезаре Рипы (1765—1767); в первом томе имеется фигура Юпитера также работы Карлони (по рисунку К. Мариотти). К ним добавлена гравюра с фасадом пирамиды Гая Цестия, включённая в том «Древний Рим» (3-е издание, Рим 1771) Ф. Нардини.
Однако более всего Карлони известен раскрашенными акварелью гравюрами с реконструкциями росписей «Золотого дома» императора Нерона в Риме и Терм Тита, надстроенных на полуразрушенном доме убитого императора. По рисункам польского живописца Ф. Смуглевича и итальянского архитектора Винченцо Бренны, копировавших эти росписи, в 1776—1778 годах Карлони награвировал шестьдесят таблиц.
Позднее в сотрудничестве с другими гравёрами (Г. Караттони, Г. Басси, Д. Пронти) Карлони работал у того же издателя Л. Мирри, гравируя таблицы, на некоторых из которых он также воспроизвёл рисунки, изображающие божеств и героев античного мира с их атрибутами.
В 1779 году Карлони награвировал двенадцать цветных гравюр, не совсем точно воспроизводящих античные росписи, обнаруженные при раскопках фундамента дворца Роспильози, где изначально располагались термы императора Константина. В последующие годы он гравировал изображения знаменитых античных статуй, таких как Аполлон Бельведерский, и серию этрусских барельефов из терракоты, найденных в 1781 году при раскопках в Веллетри (издано в 1785 г.). К 1786 году восходит серия из четырнадцати гравюр, вошедших в тома «F. Cancellieri De secretariis basilicae Vaticanae» (Рим, 1788): в первом томе — изображение папы Пия VI на троне; второй содержит двенадцать гравюр, представляющих различные планы старой Ватиканской базилики и ватиканских дворцов; в четвёртом гравюра с колоколом собора Святого Петра (по эскизу самого Карлони), отлитого Луиджи Валадье.
Карлони скончался, предположительно, в Риме в 1786 году (в словаре Тиме-Беккера приводится спорная дата: 1796 год). Многие уникальные раскрашенные гравюры Карлони по рисункам Смуглевича хранятся в фондах Национального музея в Варшаве.

## Копии античных росписей из собрания Национального музея в Варшаве
- Декорация стены Терм Тита в Риме. 1776. По рисунку Ф. Смуглевича. Офорт, резец, акварель
- Декорация стены Терм Тита в Риме. 1776. По рисунку Ф. Смуглевича. Офорт, резец, акварель
- Роспись «Золотого свода» (volta dorata) Терм Тита в Риме. 1776. По рисунку Ф. Смуглевича. Офорт, резец, акварель
- Роспись свода Терм Тита в Риме. 1776. По рисунку Ф. Смуглевича и В. Бренны. Офорт, акварель
- Роспись свода зала № 26 «На белом фоне» (fondo bianco) Терм Тита в Риме. 1776. По рисунку Ф. Смуглевича и В. Бренны. Офорт, акварель, гуашь
- Декорация стены. Терм Тита в Риме. 1776. По рисунку Ф. Смуглевича и В. Бренны. Офорт, резец, акварель
- Венера и Марс. 1776. По рисунку Ф. Смуглевича и В. Бренны. Офорт, резец, акварель
- Похищение Гипподамии. 1776. По рисунку Ф. Смуглевича и В. Бренны. Офорт, акварель